# Andreu Coll Bernat "Tambor"
Andreu Coll Bernat "Tambor" (Sóller, 1794-1872). Glosador i pagès de Mallorca.
Andreu Coll va ser un pagès de Sóller i un dels glosadors mallorquins de més anomenada en el segle xix. Sabia llegir, però no sabia escriure. Compongué gloses i glosats de molts de tipus, especialment humorístics, amorosos i de caràcter religiós. Era molt amIc de Pau Noguera "Cerol" i amb ell, i amb altres glosadors, participà a nombrosos combats de picat. Part de les seves gloses varen ser recollides per l'historiador solleric Josep Rullan i Mir. El consell municipal de Sóller li dedicà un carrer en el Camp d'en Canals.